# レナ・カムチャツカ鉄道
レナ・カムチャツカ鉄道とはロシア連邦の極東地域において計画中の全長約5,000キロメートルの鉄道である。イルクーツク州ウスチ＝クートとカムチャツカ地方ペトロパブロフスク・カムチャツキーを結ぶ予定である。

## 概要
1970年代に極東・極北地域の開発の一環としてチュクチ半島およびカムチャツカ半島への鉄道が計画されたのが始まりである。
2009年に計画が再浮上し、ウスチ＝クートからヤクーツク、ウスチ＝マヤ、ウスチ＝ユドマ、オホーツク、マガダンなどを経てカムチャツカ半島に至るルートに修正された。
ウスチ＝マヤからコムソモリスク・ナ・アムーレへの支線も計画されているほか、アムール・ヤクーツク鉄道の全線開通後はヤクーツクで接続予定である。